# Устойчиво земеделие
Устойчивото земеделие е тенденция в земеделието, която адресира множество екологични и социални промени и предлага иновативни, природосъобразни и икономически осъществими методи за земеделска обработка и продукция. Устойчивото земеделие има три основни цели – опазване на околната среда, икономическа печалба и социална и икономическа справедливост. Идеята за устойчивост се базира на схващането, че трябва да се удовлетворят настоящите нужди на човечеството, без да се прави компромис с възможността на бъдещите поколения да удовлетворят своите нужди.

## Методики

### Обработка на почвата
Стерилизацията на почвата с пара може да бъде използвано като алтернатива на обработката с пестициди. Голяма част от нужната тор може да бъде осигурена чрез компостиране.

### Редуване на културите
Сеитбообращението или редуването на културите допринася за повишаване на добива от посятите семена. То представлява редуване на семената, които биват засяти върху дадена площ. Тъй като голяма част от плевелите и бактериите засягат само определена група култури, сеитбообращението спомага за ограничаването на природните вредители по естествен път. Различните култури имат различно влияние върху физичните свойства на почвата и редуването на културите спомага за запазването на благоприятни физични условия.

### Животновъдство
Поддържане на отлични пасбища и изхранването на добитъка със „зелен“ фураж спомагат за отглеждането на здрави животни и продукцията на екологично устойчиви животински продукти. Контролираната и ротационната паша често водят до увеличаване на добива на фураж.